# Hafia FC
Hafia Football Club – gwinejski klub piłkarski, grający obecnie w pierwszej lidze, mający siedzibę w mieście Konakry, stolicy kraju.

## Historia
W latach 60. Hafia FC występowała pod nazwą Conacry II. Wtedy też trzykrotnie wywalczyła mistrzostwo Gwinei. W latach 70. zespół trzy razy dotarł do finału Pucharu Mistrzów. W 1972 roku pokonała ugandyjski Simba FC (4:2, 3:2), w 1975 – nigeryjski Enugu Rangers (1:0, 2:1), a w 1977 – ghański Hearts of Oak (3:2, 1:0).

## Sukcesy
- Puchar Mistrzów: 3

1972, 1975, 1977
- Guinée Championnat National: 16

1966, 1967, 1968 (jako Conacry II)
1971, 1972, 1973, 1974, 1975, 1976, 1977, 1978, 1979, 1982, 1983, 1985, 2023
- Puchar Gwinei: 3

1992, 1993, 2002